# 안제이 분촐
안제이 베르나르드 분촐(폴란드어: Andrzej Bernard Buncol, 1959년 9월 21일, 실롱스크 주 글리비체 ~)은 폴란드의 전직 축구 선수로, 현역 시절 미드필더로 활약했다.

## 클럽 경력
그는 자국 폴란드 무대의 루흐 호주프와 레기아 바르샤바에서 활약했다. 이후 그는 홈부르크, 레버쿠젠, 그리고 뒤셀도르프 소속으로 (서독) 독일 1부 리그 무대 도합 180번 이상의 경기에 출전했다.

## 국가대표팀 경력
그는 폴란드 국가대표팀 경기 출전 경험도 있다. 분촐은 국가대표팀 경기에 51번 출전했고, 1982년 월드컵과 1986년 월드컵에 참가해 전자의 대회에서는 3위에 입성했다. 1986년 월드컵 종료 후, 그는 서독으로 이민갔다.
| 국가대표팀 | 연도 | 출장 | 골 |
| ---------- | ---- | ---- | -- |
| 폴란드     | 1980 | 2    | 0  |
| 폴란드     | 1981 | 7    | 3  |
| 폴란드     | 1982 | 10   | 2  |
| 폴란드     | 1983 | 5    | 0  |
| 폴란드     | 1984 | 10   | 1  |
| 폴란드     | 1985 | 12   | 0  |
| 폴란드     | 1986 | 5    | 0  |
| 합계       | 합계 | 51   | 6  |

## 수상
피아스트 글리비체
- 푸하르 폴스키 준우승: 1977–78

레버쿠젠
- UEFA컵: 1987–88

뒤셀도르프
- 오버리가 노르트라인: 1993–94

폴란드
- 월드컵 3위: 1982
- 네루컵: 1984